# Polyartemia
Polyartemia è un genere di crostacei anostraci della famiglia dei Chirocephalidae.
Comprende le seguenti specie:
- Polyartemia forcipata